# Nicolai Lorenzoni
Nicolai Lorenzoni (Liestal, 29 maggio 1990) è un calciatore svizzero, difensore o centrocampista dell'Hombressen.

## Carriera
Nella stagione 2013-2014 ha giocato in Bundesliga e in UEFA Europa League con il Friburgo.